# 이상호 (1978년)
이상호(1978년 4월 24일 ~ )는 전 KBO 리그 현대 유니콘스의 내야수이다.

## 선수 경력

### 현대 유니콘스시절
2000년에 입단하였다.

### 상무 야구단시절
2001년에 입단하였다.

### 현대 유니콘스복귀
2002년에 복귀하였다.

## 출신 학교
- 포항제철고등학교